# Hofanlage Beverner Straße 4
Die Hofanlage Beverner Straße 4 in der niedersächsischen Stadt Bremervörde, Ortsteil Hesedorf, wurde im 18. und 19. Jahrhundert gebaut. Aktuell (2025) wird sie wohl zum Wohnen genutzt.
Die Gebäude stehen unter Denkmalschutz (siehe auch Liste der Baudenkmale in Bremervörde).

## Geschichte und Beschreibung
Bremervörde war um 1000 Sitz der Wasserburg Vörde an der Oste und gehört zum Landkreis Rotenburg (Wümme). Hesedorf wurde 1100 erstmals erwähnt.
Die Hofanlage auf baumbestandenem Areal besteht aus
- dem eingeschossigen traufständigen Wohn- und Wirtschaftsgebäude von um 1820 als Zweiständer-Hallenhaus in Fachwerk mit Steinausfachungen, pfannengedecktem Satteldach, regionaltypischer senkrechter Verbretterung im Giebeldreieck und Grooter Door mit Korbbogen; um 1900 wurde das Haus umgebaut,[2]
- dem traufständigen Wohn- und Wirtschaftsgebäude von 1868 (Inschrift) in Fachwerk mit Steinausfachungen, Satteldach, verbretterten Giebeldreiecken und schmalerer Grooter Door mit Rundbogen, gebaut als Häuslingshaus, später Ausbau zu einem Stall und später zu einem Wohnhaus,[3]
- und dem alten Hofpflaster.

Häuslingshäuser entstanden für Knechte, Mägde, Gesinde oder jüngere Brüder von Bauern, die auf dem Bauernhof arbeiteten und dafür mietfrei oder gegen geringe Miete in dem Haus wohnen durften. Sie bewirtschafteten auf eigene Rechnung etwas Pachtland und hielten auch etwas Vieh.
Das Landesdenkmalamt befand u. a.: „… Neben zwei Wohn-/Wirtschaftsgebäuden des 19. Jahrhunderts besitzt sie noch alten Baumbestand sowie eine alte Hofpflasterung …“